# 마르조 고트너
마르조 고트너(Marjoe Gortner, 1944년 1월 14일 ~ )는 미국의 복음 전도, 영화배우이다.
롱비치에서 태어났다.

## 영화
- 와일드 빌 (1995년)
- 메가톤 (1990년)
- 아메리칸 닌자 3 (1989년)
- 블랙 엔젤 (1983년)
- 후커와 로마노 (1982년)
- 스타 워즈 2020 (1979년)
- 꿈꾸는 낙원 (1978년)
- 스턴트맨의 음모 (1977년)
- 아카풀코 골드 (1976년)
- 바비 조 앤 더 아웃로 (1976년)
- 신의 음식 (1976년)
- 악몽의 602편 (1976년)
- 더 건 앤 더 풀핏 (1974년)
- 대지진 (1974년)
- 마르조 (1972년) - 마르조 역

## 같이 보기
- 앨 샤프턴